# Haapasalo (ö i Södra Karelen)
Haapasalo är en ö i Finland. Den ligger i sjön Kivijärvi och i kommunen Luumäki i den ekonomiska regionen  Villmanstrands ekonomiska region  och landskapet Södra Karelen, i den södra delen av landet, 170 km nordost om huvudstaden Helsingfors. Öns area är 3,36 kvadratkilometer och dess största längd är 2,9 kilometer i sydöst-nordvästlig riktning.